# Edward de Vere
Edward de Vere, XVII conte di Oxford (Castello di Hedingham, 12 aprile 1550 – Hackney, 24 giugno 1604), è stato un nobile e poeta inglese, cortigiano dell'Età elisabettiana.
Edward era l'unico figlio di John de Vere, XVI conte di Oxford e di sua moglie, Margery Golding. Dopo la morte di suo padre il 3 agosto 1562 egli venne introdotto alla corte della regina Elisabetta I, e ricevette un'eccellente educazione per l'epoca direttamente dal segretario personale della sovrana, Lord William Cecil. Il giovane acquisì contestualmente il titolo di Gran Ciambellano d'Inghilterra. Egli fu un valente campione di giostre cavalleresche, e viaggiò anche in Europa. Egli prestò servizio militare per breve tempo durante le Rivolte del Nord (1569–1570) e nelle Fiandre durante la Guerra anglo-spagnola (1585), anche se non si distinse per capacità particolari.
Il Conte di Oxford divenne noto particolarmente per il proprio patronato che concesse a scrittori e teatri. Tra il 1564 e il 1599 gli vennero dedicati 28 libri, tra i quali spiccano opere di Golding, Lyly, Greene e Munday. Egli inaugurò con la propria presenza il Blackfriars Theatre sul finire del Cinquecento, patrocinandone poi molte compagnie di attori e musicisti.
Egli stesso fu un poeta, ma di scarsa fama, sebbene la sua celebrità sia perlopiù dovuta a una sua presunta relazione con Elisabetta I d'Inghilterra e alla teoria che lo vuole autore delle opere di William Shakespeare.

## Biografia

### I primi anni
Erede del secondo più antico titolo nobiliare concesso continuativamente in Inghilterra, Edward de Vere nacque il 12 aprile 1550, unico figlio di John de Vere, XVI conte di Oxford e della sua seconda moglie, Margery Golding (morta nel 1568). Il nome Edward, unicum nella famiglia de Vere, gli venne imposto in omaggio al giovane re Edoardo VI d'Inghilterra, il quale ringraziò la famiglia presenziando al battesimo del piccolo conte cinque giorni dopo, il 17 aprile 1550. Edoardo ottenne alla nascita il titolo di Visconte Bulbeck e venne cresciuto in fede anglicana. Ebbe poi una sorella, Mary (c. 1554–1624). oltre a una sorellastra maggiore, Catherine (1538–1600), figlia avuta da suo padre dal primo matrimonio con Dorothy Neville (morta nel 1548).
Il padre, il XVI conte di Oxford, era il principale magnate dell'Essex, oltre ad essere conosciuto come uno sportivo e cacciatore nonché appassionato di teatro con una propria compagnia di attori che finanziava ai quali si affiliò anche il diplomatico Sir Thomas Smith e suo cognato, il poeta Henry Howard, conte di Surrey oltre a Edmund Sheffield, I barone Sheffield, e il traduttore Arthur Golding.
Edward de Vere, come gran parte dei rampolli delle classi agiate di questo periodo, crebbe col pieno supporto dei parenti e in un humus particolarmente favorevole al suo futuro spirito e alle sue attività. Edward visse perlopiù la sua infanzia nella casa paterna sotto la supervisione agli studi di Sir Thomas Smith, e aiutato da Thomas Fowle, membro del St John's College di Cambridge. Nel novembre del 1558 Edward de Vere si immatricolò come impubes, o scolaro precoce, al Queens' College di Cambridge, ove rimase un anno. Nel gennaio del 1559 venne ammesso quale alunno del St John's College di Cambridge, pur risiedendo formalmente al Queens' College.

### Il tutoraggio

William Cecil, I barone Burghley, suocero del conte di Oxford, in un ritratto del 1571 circa.

Alla morte del padre il 3 agosto 1562, il dodicenne Edward de Vere divenne il XVII conte di Oxford e contestualmente ottenne il titolo di Lord Gran Ciambellano d'Inghilterra, erede della grande fortuna paterna con un'entrata annuale di circa 2 000 sterline (che però in alcune annate raggiunse la cifra di 3 500 sterline). Per i meriti conseguiti dal padre, Edward ottenne di essere ammesso alla corte della giovane regina Elisabetta I d'Inghilterra e venne posto sotto tutela di Sir William Cecil, Segretario di Stato della regina. Sotto la supervisione di Cecil, il conte di Oxford studiò francese, latino, scrittura, disegno, cosmografia, danza, equitazione e caccia. Durante il suo primo anno di permanenza in casa Cecil, il giovane conte ebbe per tutore anche Laurence Nowell, uno dei padri fondatori degli studi anglosassoni, il quale però lo seguì per poco tempo, segno forse di quella precoce intrattabilità del ragazzo e del suo spirito libero.
Nel 1563 la legittimazione del matrimonio dei genitori del conte di Oxford venne cambiata presso la corte ecclesiastica per merito di una petizione dell'arcivescovo Matthew Parker istigato dalla sorellastra di Edward, Catherine, moglie poi di Edward Windsor, III barone Windsor (c.1532–1575). Il 28 giugno 1563 lo zio materno del giovane conte, Arthur Golding, replicò a tale richiesta ribadendo che il giovane era ormai sotto piena tutela della regina la quale lo avrebbe favorito ad ogni costo. Poco tempo prima, tra l'altro la madre di Edward, Margery, si era risposata con Charles Tyrrell col quale rimase sposata per cinque anni sino alla di lei morte il 2 dicembre 1568. Il patrigno morì nel marzo del 1570 lasciando ad Edward un cavallo.
Il 10 agosto 1564 il conte di Oxford fu tra i 17 nobiluomini, cavalieri e scudieri facenti parte dell'entourage della regina a ricevere il diploma onorario di Maestro delle Arti da parte dell'Università di Cambridge. Il 6 settembre 1566 Edward ottenne tale onore anche dall'Università di Oxford. Il 1º febbraio 1567 venne ammesso a Gray's Inn.
Il 23 luglio 1567 il diciassettenne conte di Oxford uccise Thomas Brincknell, assistente cuoco presso la casa di Cecil, mentre stava praticando equitazione con Edward Baynham, nel giardino della residenza del tutore a Strand, Londra. All'inchiesta aperta dal coroner il giorno successivo i 17 membri della giuria, uno dei quali era Raphael Holinshed, servitore del conte di Oxford e futuro storico, stabilì che Brincknell era ubriaco e istigato dal demonio nell'attraversare il campo dove il nobiluomo si stava allenando, causandosi la morte autonomamente.
Da un documento datato 1º luglio 1562 si sa che il XVI conte di Oxford aveva stipulato un contratto con Henry Hastings, III conte di Huntingdon per far sposare suo figlio con una delle sorelle del conte di Huntingdon. Tale accordo prevedeva che il contratto avesse adempimento al compimento del diciottesimo anno del giovane ovvero nel 1568, dando la possibilità al conte di sposare Elizabeth o Mary Hastings. Ad ogni modo dopo la morte di John de Vere, il contratto venne abbandonato ed Elizabeth Hastings sposò infine Edward Somerset, mentre Mary Hastings morì nubile.
Il 22 aprile 1569 il conte di Oxford ricevette un primo voto (fornitogli dall'amico Lord Howard di Effingham) per l'ammissione all'Ordine della Giarrettiera, onorificenza che non raggiunse mai ma che fu più volte sul punto di ricevere.
I libri e le opere continuamente dedicate al suo patronato, attestano ancora oggi il continuo interesse del giovane conte di Oxford per la storia, per la letteratura e per la filosofia. Tra queste opere vi erano edizioni delle opere di Chaucer, Plutarco (in francese), due libri in italiano e un'edizione in folio delle opere di Cicerone e Platone (in latino). In quello stesso anno Thomas Underdown gli dedicò la sua traduzione delle Etiopiche di Eliodoro di Emesa, esaltandone il grande coraggio, le notevoli capacità e la grandiosa cultura.
Dopo essersi ripreso da una malattia il conte di Oxford chiese a Cecil con una lettera datata 24 novembre 1569 di intraprendere la carriera militare all'estero, desideroso come egli stesso scrisse "di conoscere guerre e strategie militari di paesi estranei alla cultura inglese". Quello stesso anno era scoppiata una rivolta cattolica a nord dell'Inghilterra e dopo un breve consiglio (malgrado il parere contrario della regina a lasciar partire il giovane) Cecil ottenne una posizione militare per de Vere sotto il comando di Thomas Radclyffe, III conte del Sussex, nella campagna in Scozia per la primavera successiva, anche se le sue capacità in conflitto e la sua abilità rimangono ancora oggi misconosciute.
Nel 1570, il conte di Oxford iniziò ad interessarsi di occultismo e magia grazie all'influsso del matematico e astrologo John Dee col quale mantenne una stretta corrispondenza.

### Il raggiungimento della maggiore età

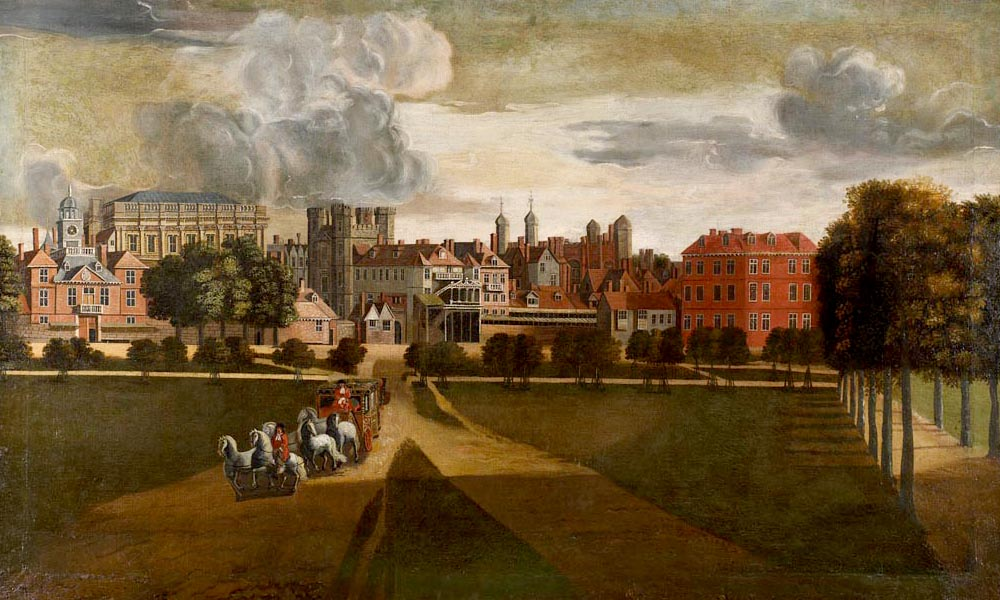
Whitehall, il palazzo reale dove il conte di Oxford e Anne Cecil si sposarono nel 1571, come appariva in un dipinto di un secolo dopo.

Al raggiungimento della maggiore età il 12 aprile 1571, il conte di Oxford ottenne il proprio seggio alla Camera dei Lords con un discorso inaugurale tenuto in suo onore da Sir George Buc che ne esaltò le doti e le capacità.
Egli era ora tecnicamente fuori dalla tutela impostagli a causa della sua minore età, potendo disporre autonomamente di una rendita propria, ma i debiti contratti dal padre prima di morire lo costrinsero per un decennio a non abusare delle proprie sostanze e anzi fu costretto a vendere alla Corona un terzo delle proprietà in suo possesso.
Distintosi più volte nei tornei cavallereschi al cospetto della regina, il conte di Oxford accompagnò personalmente Paul de Foix, venuto in Inghilterra per negoziare un matrimonio tra la regina e il duca d'Angiò, futuro re Enrico III di Francia. Fu in questo periodo inoltre che Edward de Vere iniziò la pubblicazione delle sue opere con la collaborazione di Edward Dyer, distinguendosi per essere uno dei primi cortigiani ad introdurre la poesia vernacolare a corte.
Sir William Cecil divenne nobile pari d'Inghilterra dal 25 febbraio 1571 col titolo di Lord Burghley, e dall'estate di quello stesso anno il conte di Oxford acconsentì di ammogliarsi con la figlia di Cecil,  Anne, all'epoca quattordicenne, ricevendo il consenso della regina al matrimonio. Lord Cecil aveva precedentemente sperato di maritare la figlia con Edward Manners, III conte di Rutland, intenzione che poi si risolse preferendo il maggiore rango e l'influenza a corte del conte di Oxford. Il matrimonio ebbe luogo al raggiungimento della maggiore età di Anne e venne celebrato alla presenza della regina, contemporaneamente al matrimonio di lady Elizabeth Hastings con Lord Herbert, il 16 dicembre 1571 al Palazzo di Whitehall. Lord Burghley diede al conte di Oxford una dote di 800 sterline di terra oltre a 3 000 sterline contanti. Edward de Vere concesse alla moglie uno "stipendio" annuo di 669 sterline 6 scellini 8 penny. Tuttavia, nonostante avesse raggiunto la maggiore età, il conte di Oxford non poteva ancora disporre liberamente dei propri beni, clausola che venne sciolta dalla regina il 30 maggio 1572.
Il 2 giugno 1572 uno degli uomini più fidati del conte di Oxford, suo cugino di primo grado Thomas Howard, IV duca di Norfolk, venne decapitato a Tower Hill. Edward de Vere aveva inviato una petizione sia alla regina che a lord Burghley per la causa del cugino, ma senza successo.
Intanto cresceva il legame tra de Vere e gli ambienti di corte a tal punto da divenire un favorito della regina. L'11 maggio 1573 Gilbert Talbot scriveva al padre, George Talbot, VI conte di Shrewsbury:
Il signore di Oxford è cresciuto in grande credito verso la regina, ella ne è estasiata per il carattere, il modo di danzare e il valore. Lady Burghley ad ogni modo si è più volte dichiarata gelosa di questa situazione e questi pettegolezzi sono arrivati sino all'orecchio di Sua Maestà ma le due signore sembrano essersi riconciliate.
Nell'estate del 1573 il conte di Oxford pianificò un suo viaggio all'estero. In un documento preparato prima della sua partenza, egli stimò l'ammontare dei suoi debiti ancora alla considerevole cifra di 6 000 sterline e per ragioni ancora oggi non chiare tale viaggio non ebbe poi luogo.
In una lettera al padre datata 28 giugno 1574 è sempre Gilbert Talbot a dare notizie sulla vita del conte di Oxford riportando un suo diverbio con la regina:
Il giovane conte di Oxford, dell'antica famiglia dei Vere, ha avuto una discussione con la regina alla quale ella non ha risposto in modo così favorevole come egli forse si aspettava, dando a Sua Maestà profonda sofferenza.
Tre giorni più tardi, il 1º luglio 1574, il conte di Oxford lasciò l'Inghilterra senza permesso della regina, dicendo di recarsi a Calais in compagnia di lord Edward Seymour (1548–1574), e da qui nelle Fiandre portando con sé una grande somma di denaro. La regina lo richiamò e Oxford tornò in Inghilterra il 28 luglio di quello stesso anno. Sebbene i timori e dispiaceri della regina si fossero normalizzati col ritorno del nobile in patria, ella stessa specificò che tale atto non era il frutto di una sua gelosia o mania di possesso verso il giovane ma semplicemente una questione di correttezza formale. Il 21 agosto, riappacificatosi, il conte di Oxford poté tornare nelle Fiandre con l'incarico di portare messaggi di volontà di riappacificazione coi ribelli inglesi esiliati proprio in Olanda.

### Viaggi all'estero
La regina riconobbe al conte di Oxford il permesso di viaggio il 24 gennaio 1575 e lo provvedette di una lettera siglata che lo facesse riconoscere da altri monarchi stranieri. Prima di partire, il giovane conte sbrigò ancora due affari di tipo economico: l'uno, datato 20 gennaio 1575, trattava della vendita dei manieri di famiglia in Cornovaglia, Staffordshire e Wiltshire per la cifra totale di 6 000 sterline, mentre il secondo (datato 30 gennaio) era riguardante la vendita di alcune terre ad un suo cugino primo, Hugh Vere, il quale si trovava ancora senza eredi, con la clausola però che alla sua morte tali possedimenti dovessero passare alla sorella di Edward, Mary. Entrambe le vendite fruttarono un totale di 9 096 sterline 10 scellini e 8,5 pence, necessari a pagare gli ultimi debiti contratti da suo padre.
Il conte lasciò l'Inghilterra durante la prima settimana di febbraio e il 6 marzo venne presentato dal Dr. Valentine Dale ai monarchi di Francia che secondo le cronache gli riservarono grandi onori. Verso la metà del mese si recò a Strasburgo dove ebbe modo di incontrare lo studioso Sturmio, e da qui passò dunque a Milano e a Venezia. Il 3 gennaio 1576 il conte di Oxford scrisse a lord Burghley da Siena chiedendo notizie dei suoi creditori tra i quali figuravano anche la regina e sua sorella, e dando direttive circa i pagamenti. Il 2 marzo 1576 Edward de Vere si vide rinnovare per un ulteriore anno la licenza di viaggio da parte della regina, ma per ragioni sconosciute il conte lasciò Venezia il 5 marzo di quello stesso anno intenzionato a tornare a casa passando per Lione e Parigi.
Il conte di Oxford attraversò il Canale della Manica nell'aprile di quello stesso anno, ma la sua nave venne attaccata dai pirati presso Flessinga, non lontano dalle coste olandesi. Durante l'assalto de Vere rischiò la vita se non fosse stato per il fatto che uno dei pirati riconobbe la validità del suo documento di riconoscimento firmato dalla regina d'Inghilterra.
Durante l'assenza del conte di Oxford dall'Inghilterra sua moglie Anne aveva dato alla luce una figlia della coppia, Elizabeth, il 2 luglio 1575. La notizia della gravidanza di Anne aveva raggiunto de Vere quando questi si trovava a Parigi il 17 marzo 1575 e subito egli si era precipitato a scrivere al suocero lord Burghley esprimendogli la sua gioia e la sua soddisfazione:
Signore, la vostra lettera mi ha riempito di gioia. Io penso che sia per merito di Dio e della vostra guida che io sia destinato a divenire padre e voi nonno. E se sarà maschio sarò con voi ancora più contento. Con la nascita di un erede so di aver compiuto il mio dovere verso la mia famiglia e verso il mio paese.
Anche se Elizabeth era nata all'inizio di luglio, per ragioni non documentate il conte di Oxford non fece ritorno in patria sino al 24 settembre. Tornato in Inghilterra, De Vere si rifiutò di vivere con la moglie e prese una stanza al Charing Cross. Anche se la causa di tali dissapori non venne mai chiarita, all'apparenza il conte aveva sospettato che la figlia di Anne non fosse sua figlia. Così il conte di Oxford scriveva ancora al suocero:
Sin quando io non potrò dipanare il mio giusto dubbio non mi sento determinato a toccare con un dito mia moglie né ad accompagnarmi a lei.

### Cortigiano

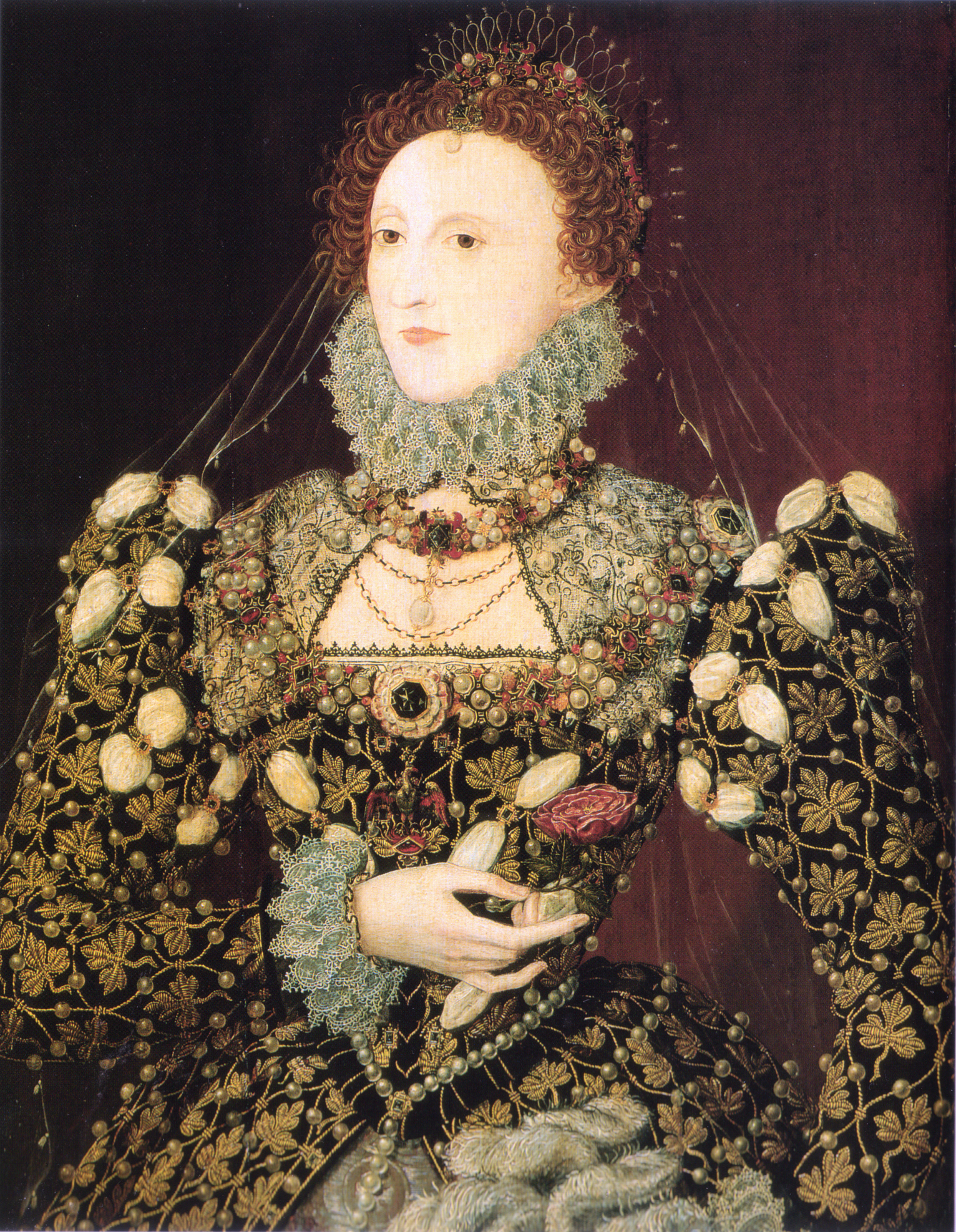
La regina Elisabetta I d'Inghilterra rappresentata nel cosiddetto Phoenix Portrait, c. 1575

Nel 1576 vennero pubblicate otto poesie a nome del conte di Oxford nel The Paradise of Dainty Devises, una collezione di poemi rivolti al canto. Gli otto poemi del conte nell'opera crearono una rottura drammatica con tutto quanto ci fosse di scritto alla corte elisabettiana sino a quel tempo.
Nel 1577 John Brooke dedicò al conte di Oxford la traduzione dal titolo The Staff of Christian Faith, definito dai critici l'unico lavoro di uno scrittore popolare quale era Guy de Brès ad essere stampato in inglese.
Nel 1577 Edward de Vere investì 25 sterline per finanziare la seconda spedizione di Martin Frobisher al nord nella ricerca del Passaggio a Nordovest. L'anno successivo il conte investì altre 3 000 sterline nella terza spedizione di Frobisher, ma ancora una volta tale impresa si dimostrò senza successo ed il nobile inglese perse dell'altro capitale.
Nell'estate del 1578, de Vere seguì la regina nel suo viaggio nell'East Anglia partecipando anche alla festa che si tenne nella residenza di Audley End dal 26 al 31 luglio di quell'anno nella proprietà di lord Henry Howard dove Gabriel Harvey ebbe modo di dedicare le sue Gratulationes Valdinenses alla regina. L'opera, consistente in quattro volumi, venne dedicata nel primo volume alla regina, nel secondo a Robert Dudley, conte di Leicester, nel terzo a lord Burghley, e nel quarto al conte di Oxford unitamente a Sir Christopher Hatton e a Philip Sidney. Harvey lodò l'opera di Oxford anche come scrittore in versi inglesi e latini ringraziandolo per la propria opera letteraria. Un lieve incidente avvenne quando a metà agosto la regina chiese per ben due volte al conte di Oxford di danzare con lei dinanzi agli ambasciatori francesi Bacqueville e Quissy, che si trovavano in Inghilterra per negoziare il matrimonio tra la regina e il duca di Alençon.
L'8 aprile l'ambasciatore spagnolo Bernardino de Mendoza, scrisse al re Filippo II di Spagna (interessato anch'egli a questo possibile matrimonio e alle mosse dei suoi avversari) che i conti di Oxford, Surrey e Windsor sarebbero stati i personaggi chiave per la decisione finale della Regina. Edward de Vere si era mostrato favorevole a questa unione evidentemente politica, mentre altri nobili a corte si opposero con forza. Ne nacque un palese diverbio tra i contendenti che ebbe luogo nel cortile del tennis del palazzo reale e sfociò in un duello, frenato però sul nascere dalla regina stessa.
Nel 1579 due opere vennero dedicate al conte di Oxford, Defense of Military Profession di Geoffrey Gates e Mirror of Mutability di Anthony Munday.
Nel frattempo Edward de Vere costituì la propria compagnia di attori consistente in un uomo e 9 ragazzi che fece debuttare a Bristol.
Il 15 giugno 1580 il conte di Oxford (ora che le finanze riassestate glielo permettevano) acquistò una tenuta di sette acri presso Aldgate dal mercante italiano Benedetto Spinola per 2 500 sterline. La proprietà, conosciuta col nome di Great Garden of Christchurch, si trovava nella parrocchia di St Botolphs, a Londra, e già era appartenuta al Magdalene College di Cambridge. Nel medesimo periodo il conte si dedicò all'acquisto di una sua personale residenza londinese, un palazzo nel quartiere di Bishopsgate, conosciuto col nome di Fisher's Folly. Secondo quanto riportato da lord Henry Howard in una sua lettera alla regina datata al gennaio del 1581, il conte pagò una considerevole somma di danaro per l'acquisto della proprietà e per il suo ammodernamento.
Nel 1580 altre tre opere vennero dedicate al conte di Oxford, A Short Discourse of Leonardo Fioravanti, Bolognese, upon Surgery di John Hester, Euphues and his England di John Lyly e Zelauto di Anthony Munday. Sia Lyly che Munday erano a quel tempo al servizio di Oxford e lo elogiarono con dediche come mio vero buon signore e maestro, Edward de Vere, conte di Oxenford o servo del grande e onorabile conte di Oxenford. Inoltre, nel suo A Light Bundle of Lively Discourses Called Churchyard's Charge e nel A Pleasant Labyrinth Called Churchyard's Chance, Thomas Churchyard si promise di dedicare future opere alla grande persona del conte di Oxford.

### Il conte di Oxford bandito dalla corte reale inglese
In una lettera datata 11 gennaio 1581 l'ambasciatore francese Mauvissiere indirizzata a re Enrico III in patria, riportò che dopo il suo ritorno dall'Italia nel 1576 il conte di Oxford avesse iniziato a professare la religione cattolica con alcuni suoi parenti e migliori amici, salvo poi nel 1580 denunciare lord Henry Howard, Charles Arundel e Francis Southwell alla regina per favoreggiamento nei confronti del cattolicesimo. Questo incidente apparentemente di secondo piano, ebbe però grandi ripercussioni in quanto il partito filofrancese nella questione del matrimonio tra la regina d un rappresentante della casata reale francese iniziarono a vedere de Vere come un loro possibile alleato e comunque un paciere nella questione, mentre altri vi vedevano unicamente un pretesto per eliminare amici-nemici scomodi per l'ascesa personale del conte di Oxford.
Il Consiglio Privato della regina ordinò ad ogni modo l'arresto di Howard e di Arundel,, ma il conte di Oxford si incontrò segretamente con Arundel in carcere per chiedergli se fosse stato disposto a sostenere la sua causa. Secondo una lettera dello stesso conte scritta dopo i fatti accaduti, Arundel si rifiutò di accettare la sua offerta rimettendosi col compagno di cella nelle mani del re Filippo II di Spagna tramite una petizione avanzata all'ambasciatore Mendoza. Una volta assicurati che sarebbero stati liberati ma posti agli arresti domiciliari, i due nobiluomini cessarono le richieste in loro difesa.
Howard e Arundel vennero interrogati e quindi rilasciati dalla Torre di Londra dove erano imprigionati. Durante la prima settimana dopo il loro arresto i due giurarono di vendicarsi di Oxford dimostrando che il suo atteggiamento non avrebbe fatto nient'altro che danneggiare la Corona e la credibilità dello Stato. Edward de Vere però, libero da ogni impedimento, si fece ulteriormente onore vincendo il torneo di Westminster del 22 gennaio 1581.

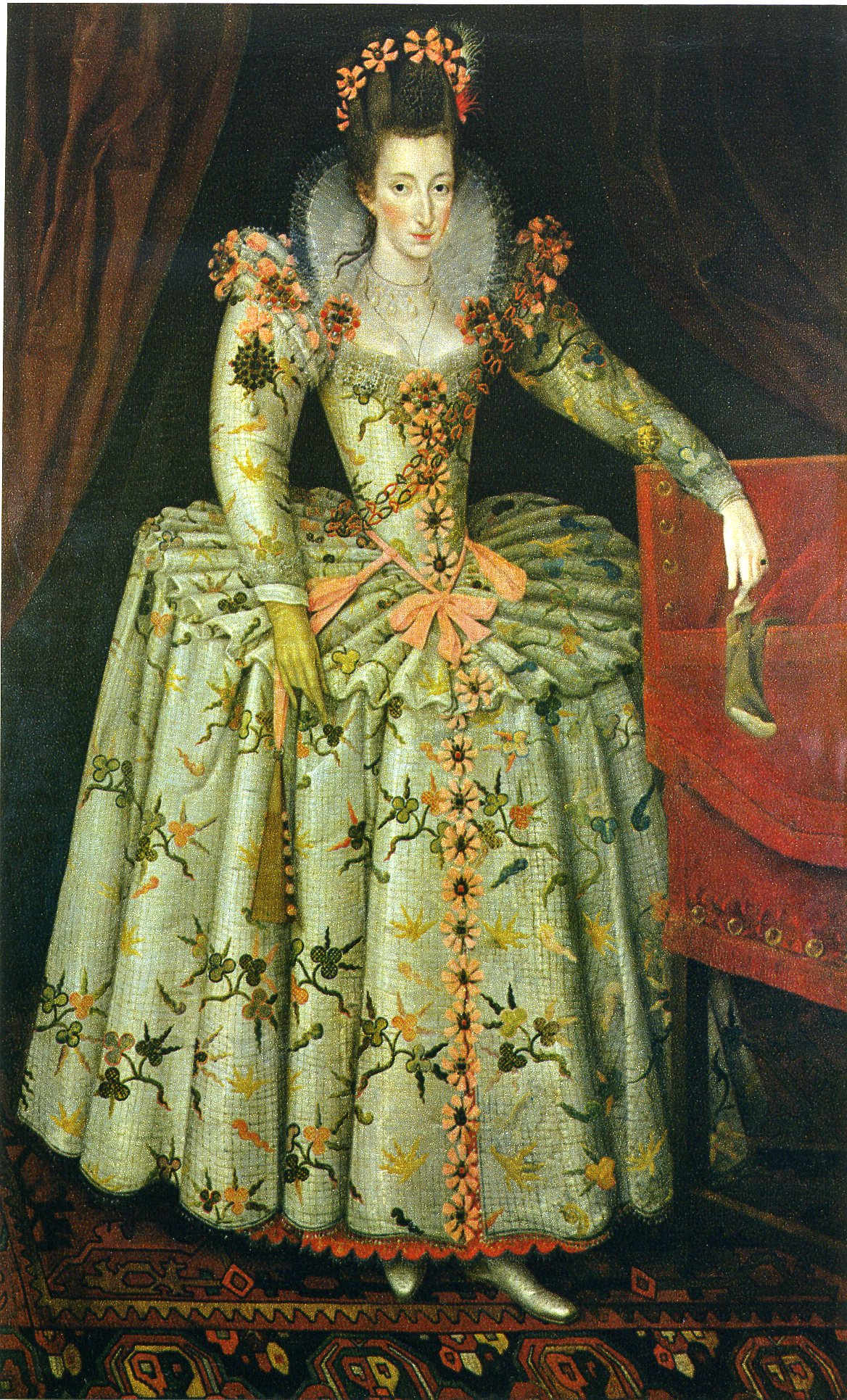
Anne Vavasour, la Maid of Honour la quale diede alla luce il figlio del conte di Oxford nella camera da letto privata della regina

I trionfi del conte di Oxford ad ogni modo ebbero breve durata. Il 23 marzo 1581 Sir Francis Walsingham annunciò al conte di Huntingdon che il 21 marzo Anne Vavasour, una delle dame d'onore della regina aveva dato alla luce un figlio nella stanza da letto privata della regina e che il conte di Oxford ne fosse il padre. Edward de Vere venne dunque arrestato e imprigionato nella Torre di Londra. Il 9 giugno il Consiglio Privato della regina scrisse a Sir William Gorges che il conte di Oxford era stato rilasciato il giorno precedente dalla prigionìa ma che veniva posto agli arresti domiciliari. Durante il periodo degli arresti nella sua casa, nel maggio 1581, Thomas Stocker gli dedicò il suo Divers Sermons of Master John Calvin. Doo un breve periodo venne sprigionato  e de Vere poté prendere parte ad un torneo cavalleresco il 17 novembre 1581 a Whitehall.
Dopo cinque anni di separazione dalla moglie, il conte di Oxford si riconciliò con Anne Cecil nel giorno di Natale del 1581, anche se il suo rapporto con Anne Vavasour continuò ad avere ripercussioni sulla sua vita pubblica. Nel marzo del 1582 uno scontro personale per le vie di Londra tra il conte e lo zio di Anne, Sir Thomas Knyvet minacciò ancora una volta di compromettere il debole equilibrio raggiunto. Da questo scontro Edward de Vere uscì ferito e altri scontri tra uomini di ambo le parti si ebbero il 18 giugno e il 22 giugno.
In questo tormentato periodo Thomas Watson dedicò al conte il suo Hekatompathia or Passionate Century of Love.
Oltre alle questioni personali l'onore del conte di Oxford veniva compromesso dai molti debiti ancora impagati. Fu a questo punto che la corte inglese si risolse a bandire il conte di Oxford per due anni. Il 2 giugno 1583 Roger Manners scrisse al conte di Rutland che il conte di Oxford si era ripresentato al cospetto della regina e dopo un piccolo discorso gli vennero perdonate tutte le malefatte. Ad ogni modo, a detta di tutti i contemporanei, il conte di Oxford non riottenne mai la posizione preminente mantenuta in passato.

### Gli anni della maturità
Il 6 aprile 1584, il conte di Oxford ebbe una seconda figlia dalla moglie Anne, Bridget e in quello stesso anno egli ottenne la dedica di due opere, Gwydonius; The Card of Fancy di Robert Greene e Pandora di John Southern, opera quest'ultima nella quale si fa menzione delle conoscenze del conte nel campo dell'astronomia, della storia, della lingua inglese e della musica.
La situazione finanziaria del conte di Oxford stava nuovamente deteriorando e già dalla metà degli anni ottanta del Cinquecento il conte aveva dovuto vendere gran parte delle proprietà ricevute in eredità, alienando così anche la maggior parte delle sue principali fonti di introito.
Gli Oxford's Men, la compagnia teatrale del conte, intanto, continuava ad esibirsi nei teatri inglesi e a corte sotto il nome di John Symons and other his fellows, servants to th' Earl of Oxford, distinguendosi tra le quattro più famose e richieste compagnie teatrali londinesi dell'epoca.
Sul finire dell'estate del 1585 il conte di Oxford ottenne la commissione di comandare una compagnia di cavalieri nei Paesi Bassi. Il 9 settembre un dispaccio militare informava la regina che "cinque o seicento soldati inglesi giunsero nelle Fiandre col conte di Oxford e il colonnello Norris, e poco dopo si dice sia giunto anche sir Philip Sidney per prendere possesso di Flushing, e poi venne anche il conte di Leicester quale capo della spedizione." Il 21 ottobre William Davison riportò che "Nella notte il signore di Oxford è tornato in Inghilterra, non so con quale umore." Il 25 giugno 1586 la regina garantì al conte di Oxford un'annualità di 1 000 sterline per meriti acquisiti.
Nel 1586 Angel Day dedicò al conte di Oxford il suo The English Secretary, il primo manuale epistolare per modelli di lettere scritte in inglese. L'anno successivo Edward de Vere e sua moglie Anne ebbero un'altra figlia, Susan, nata il 26 maggio 1587 e il 1º luglio di quello stesso anno la regina garantì al proprio fedele conte le terre appartenute a Edward Jones, accusato di compartecipazione al complotto di Babington e decapitato.
Il 12 settembre 1587, si dà notizia della morte di Frances, figlia del conte di Oxford e di sua moglie, della quale si ignora la data di nascita ma si presume fosse entro i tre anni.
Il conte vessava ancora in grandi debiti e il 29 novembre la corte decise di fare il punto della situazione stabilendo che le 3 306 sterline 18 scellini e 9,75 pence che dovevano ancora essere versati dovessero essere estinti in pagamento entro cinque anni, cioè nel 1592. Al 1º luglio 1591 rimanevano da pagare solo 800 sterline.
Il 5 giugno 1588 morì anche la moglie di De Vere, per una febbre mentre si trovava a corte. Aveva 31 anni e venne sepolta nell'Abbazia di Westminster.
Tra il luglio e l'agosto 1588 l'Inghilterra venne coinvolta nello scontro con l'Invincibile Armada e Richard Hakluyt elenca il conte di Oxford come uno dei grandi e onorabili personaggi che avevano difeso il canale della Manica per servire lo Stato e la regina anche se ancora oggi non è chiaro il vero ruolo di de Vere nelle operazioni. La situazione finanziaria del conte di Oxford intanto peggiorava ulteriormente al punto che il 20 dicembre 1588 decise di vendere la propria residenza londinese di Fisher's Folly a sir William Cornwallis (c.1551–1611) ma stabilendo che la trattativa si conducesse segretamente al fine di non rovinare ulteriormente la sua già compromessa reputazione.
Nel 1588 Anthony Munday dedicò al conte di Oxford le due parti del suo Palmerin d'Oliva.
Il 14 aprile 1589 Edward de Vere fu uno degli accusatori di Philip Howard, conte di Arundel, figlio maggiore ed erede del cugino di de Vere, Thomas, duca di Norfolk, ritenendolo colpevole di tradimento.
Nel 1591 il compositore John Farmer, che era al servizio del conte di Oxford, gli dedicò The First Set of Divers & Sundry Ways of Two Parts in One, denotando il suo amore per la musica ('I was the rather emboldened for your Lordship's great affection to this noble science').

### Il secondo matrimonio ed i servigi alla Corona
Il 4 luglio 1591 il conte di Oxford vendette la sua proprietà di Great Garden presso Aldgate a John Wolley e al suo futuro cognato, Francis Trentham. Il resto venne stabilito quale beneficio per Elizabeth Trentham, una delle dame di compagnia della regina che il conte sposò in quell'anno, ricevendo un omaggio della regina.
Nel luglio di quell'anno il conte di Oxford ottenne dalla regina la licenza di importare olio, frutta e lana rammentandole di avere in passato rinunciato ai suoi diritti dinastici sulla Foresta dell'Essex in favore della Corona inglese.
Nel 1591-1592 Edward de Vere fece testamento disponendo le ultime compravendite relative alle sue proprietà: sul finire del 1591 vendette il Castello di Hedingham, sede della sua contea, a lord Burghley. Il 7 febbraio 1592 egli vendette il Priorato di Colne a Roger Harlakenden, il quale lo acquistò per suo figlio Richard.
Il 24 febbraio 1593 l'unico figlio maschio sopravvissuto ed erede di Edward de Vere, Henry de Vere, nacque a Stoke Newington, dove "il conte di Oxford risiede in quanto è l'unica casa di sua proprietà".
Il 25 ottobre 1593 il conte di Oxford scrisse nuovamente a lord Burghley perorando nuovamente i propri diritti per la licenza d'importazione di oli, frutta e lana:
Oxford ricorda a lord Burghley che la Regina aveva investito della questione sir Christopher Hatton per l'arbitrato, ma che quando Hatton era pronto a consegnare la sua relazione, la Regina "rifiutò ivi sentire il mio Lord Cancelliere, e come risposta definitiva mi ordinò di non darne seguito dato che, fosse sua o mia, decise di disporne a suo piacere".
Il 7 luglio 1594 Oxford scrisse a Lord Burghley riguardo agli abusi commessi nel suo incarico di Gran Ciambellano che avevano compromesso se stesso e la Regina
Il 25 settembre 1594, re Enrico IV di Francia scrisse a Oxford, ringraziandolo per "i buoni uffici che hai effettuato per mio conto in presenza [della Regina]"
All'incirca in questo periodo Anthony Munday dedicò al conte di Oxford il suo Primaleon; The First Book. La dedica è andata perduta, ad ogni modo quella della seconda edizione del 1619 rivolta all'erede del XVII conte, ricalca sempre l'originale definendolo il vostro nobile conte padre.
Il 26 gennaio 1595 Elizabeth de Vere, figlia di Edward, sposò William Stanley, VI conte di Derby. Alcuni mesi dopo, il 24 aprile, il conte di Oxford scrisse al cognato sir Robert Cecil, gioendo con lui per l'assicurazione datagli dal giovane conte di Derby di un suo versamento annuo di 1 000 sterline a favore della figlia.
Nel 1597 Henry Lok pubblicò l'Ecclesiastes contenente un sonetto dedicato al conte di Oxford.
L'8 settembre di quello stesso anno Oxford iniziò a soffrire a causa di una malattia che, come scrisse a lord Burghley "non mi rende in grado di servire Sua Maestà evunque ella sia". Il 14 dicembre 1597 il conte di Oxford seguì l'ultima sessione parlamentare prima di ricadere nuovamente malato.
Lord Burghley morì il 4 agosto 1598 all'età di 78 anni lasciandolo solo con due figlie non sposate, Bridget e Susan. Nel giugno 1599 sua figlia Bridget sposò Francis Norris.

### Gli ultimi anni
Nella mattinata del 24 marzo 1603 la regina Elisabetta morì senza aver nominato il proprio successore. Alcuni giorni prima lo stesso conte di Oxford si era informato sulla situazione governativa da Henry Clinton, II conte di Lincoln:
Il conte di Oxford fu però tra i primi dopo la morte della regina a proclamare immediatamente Giacomo di Scozia suo erede. Il 2 agosto 1603, in segno di riconoscenza, il re Giacomo confermò al conte di Oxford l'annualità di 1000 sterline stabilite da chi lo aveva preceduto.
Il 24 giugno 1604 Edward de Vere, conte di Oxford, morì per cause sconosciute a King's Place, Hackney, senza aver lasciato un testamento definitivo, venendo sepolto il 6 luglio nella chiesa parrocchiale di Saint Augustine.

## Matrimoni e figli
Dal primo matrimonio con Anne Cecil, Edward de Vere ebbe un figlio e una figlia che morirono giovani, oltre a tre figlie che sopravvissero all'infanzia. Elizabeth sposò William Stanley, VI conte di Derby, Bridget sposò Francis Norris, I conte del Berkshire, Susan sposò Philip Herbert, IV conte di Pembroke.
Dall'amante Anne Vavasour il conte di Oxford ebbe un figlio illegittimo, sir Edward Vere.
Dalla seconda moglie, Elizabeth Trentham, Edward de Vere ebbe un figlio maschio suo erede, Henry de Vere, poi XVIII conte di Oxford.

## La questione della paternità delle opere di Shakespeare

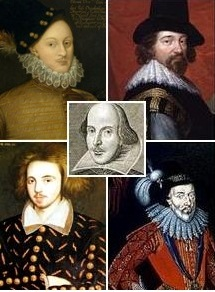
I principali quattro candidati alternativi all'attribuzione delle opere di Shakespeare (al centro). Dall'alto a sinistra in senso orario: Edward de Vere, Francis Bacon, William Stanley e Christopher Marlowe

L'affascinante teoria secondo la quale William Shakespeare non fosse il vero autore delle sue opere, ma che lo fosse stato un altro (Bacon, Stanley e Marlowe ad esempio), in questo caso Edward de Vere, venne esposta per la prima volta nell'opera Shakespeare Identified del 1920 scritta da J. Thomas Looney. La sua teoria era basata essenzialmente sulle analogie tra la vita del conte di Oxford e la tecnica poetica usata da Shakespeare nei sonetti. Proprio queste ipotesi ispirarono, nel 2011, il regista tedesco Roland Emmerich per il suo film Anonymous.
Alla teoria aderì Sigmund Freud: dissertando della presenza, secondo lui, del complesso di Edipo nell'Amleto, il padre della psicoanalisi annota che con tutta probabilità il nome William Shakespeare è lo pseudonimo di un "grande sconosciuto", e «un uomo, nel quale si crede di riconoscere l'autore della poesia shakespeariana [è] Edward de Vere, conte di Oxford».

## La teoria del principe di Tudor

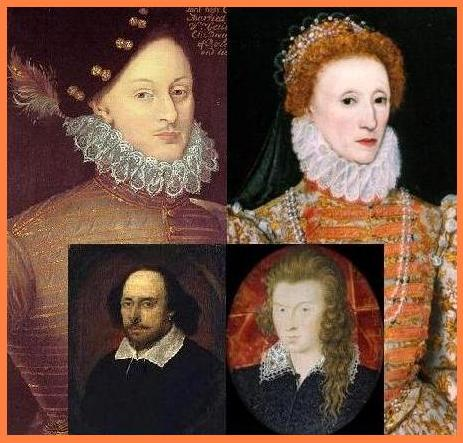
Edward de Vere, la regina Elisabetta I, William Shakespeare e Henry Wriothesly

Sempre nel film di Emmerich si riprende la cosiddetta "teoria del principe Tudor" (Prince Tudor theory), secondo la quale de Vere ed Elisabetta I fossero stati amanti e dalla loro relazione fosse nato Henry Wriothesley, all'epoca III conte di Southampton. Il film di Emmerich si spinge persino oltre andando ad ipotizzare che Edward fosse a sua volta figlio di Elisabetta, quindi i due, con la possibile consapevolezza della regina, ma non di de Vere, avessero commesso incesto.

## Nella cultura di massa
Il film Anonymous (2011) del regista Roland Emmerich ha per protagonista questo personaggio controverso e le leggende che si celano sull'esistenza del "vero" autore delle opere attribuite a William Shakespeare.